# Hilara acutifurca
Hilara acutifurca är en tvåvingeart som beskrevs av Frey 1955. Hilara acutifurca ingår i släktet Hilara och familjen dansflugor. Inga underarter finns listade i Catalogue of Life.